# Echinopsis callichroma
Echinopsis callichroma ist eine Pflanzenart aus der Gattung Echinopsis in der Familie der Kakteengewächse (Cactaceae). Das Artepitheton callichroma leitet sich von den griechischen Worten kallos für ‚Schönheit‘ sowie chroma für ‚Farbe‘ ab und verweist auf die Blütenfarbe.

## Beschreibung
Echinopsis callichroma wächst in der Regel einzeln. Die kugelförmigen bis etwas konisch in die Wurzeln verlängerten, graugrünen Triebe erreichen bei Durchmessern von 12 bis 15 Zentimetern Wuchshöhen von 2 bis 3 Zentimeter. Es sind 17 bis 19 scharfkantige, bis zu 1 Zentimetern hohe Rippen vorhanden, die gerkerbt sind. Die darauf befindlichen elliptischen Areolen sind grau und stehen 1 bis 2,5 Zentimeter voneinander entfernt. Die aus ihnen entspringenden zwölf bis 14 biegbaren Dornen stehen kammartig ab. Die grauen, nadeligen Dornen sind gebogen und weisen eine Länge von 2 bis 6 Zentimeter auf.
Die trichterförmigen, leuchtend rötlich magenta- bis fuchsienfarbenen Blüten erscheinen seitlich an den Trieben. Sie werden 8 bis 9 Zentimeter lang. Ihre Blütenhüllblätter besitzen einen dunkleren Mittelstreifen.

## Verbreitung und Systematik
Echinopsis callichroma ist im bolivianischen Departamento Cochabamba in der  Provinz Tapacarí in Höhenlagen um 2700 Meter verbreitet.
Die Erstbeschreibung durch Martín Cárdenas wurde 1965 veröffentlicht. Nomenklatorische Synonyme sind Pseudolobivia callichroma (Cárdenas) Backeb.(1966) und Lobivia callichroma (Cárdenas) Lodé (2013).

## Nachweise